# Jo (film)
Pour les articles homonymes, voir Jo.
Pour plus de détails, voir Fiche technique et Distribution.
Jo est un film français réalisé par Jean Girault, sorti en 1971. C'est la deuxième adaptation cinématographique de la pièce de théâtre The Gazebo (1958), après Un mort récalcitrant (The Gazebo) de George Marshall en 1959.
Le film suit Antoine Brisebard, auteur comique à succès, qui est victime de Jo, un maître-chanteur qui menace de dévoiler les origines familiales douteuses de sa femme, une actrice célèbre. Résolu à se débarrasser de lui, Brisebard prétexte l'écriture d'une pièce policière afin de recueillir les ingrédients du crime parfait auprès d'un ami avocat.

## Synopsis

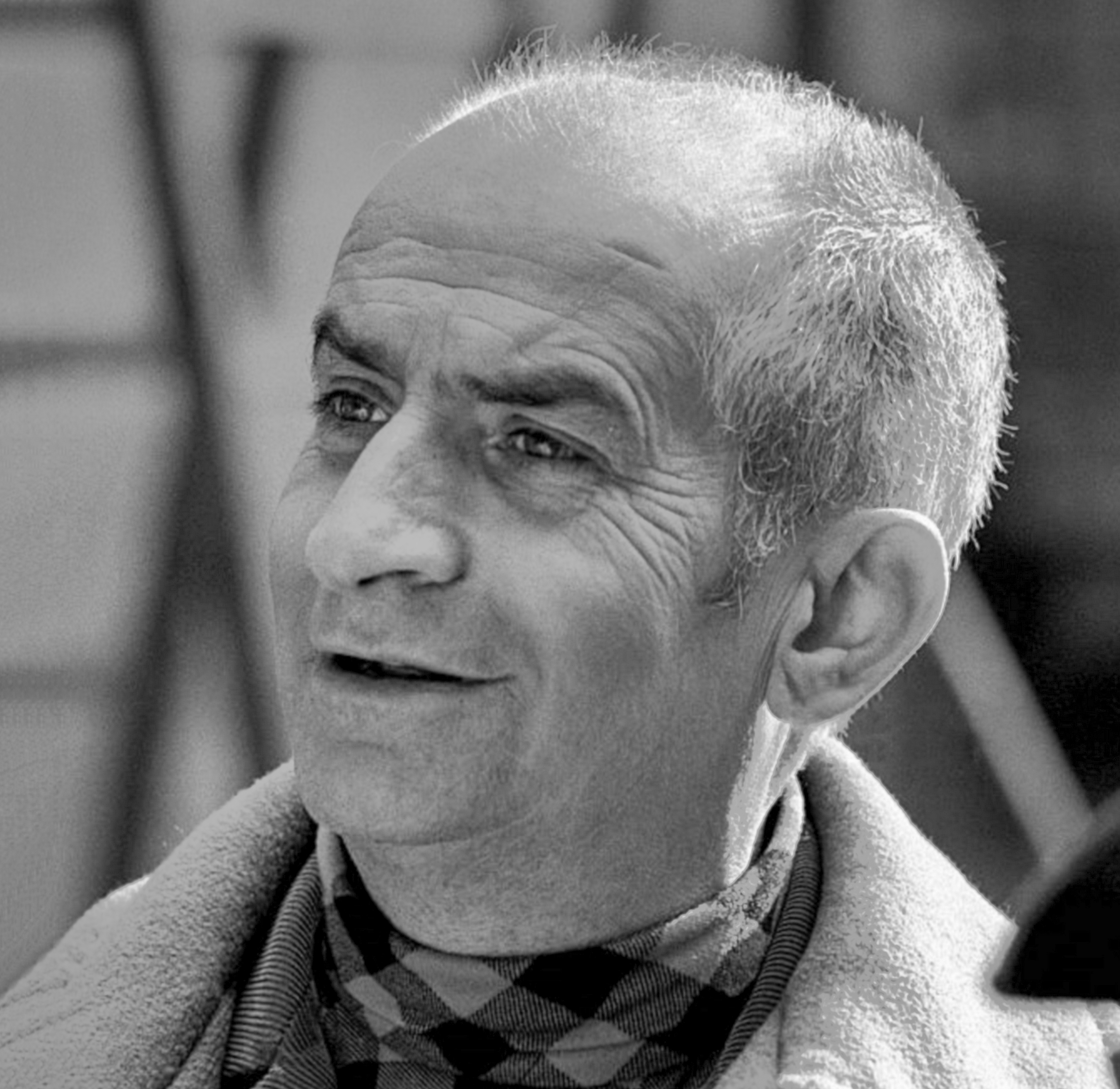
Louis de Funès, ici en 1970, tient le rôle d'Antoine Brisebard, auteur comique menacé par un maître-chanteur.

Dans une vaste maison de campagne, le dramaturge Antoine Brisebard tire, après hésitation, un coup de revolver sur son ami Me Adrien Colas, ce qui provoque la panique de Mathilde, sa femme de chambre. Il s'agit en réalité de la répétition de sa nouvelle pièce de théâtre, consacrée à l'histoire d'un homme victime d'un maître-chanteur de plus en plus gourmand et qui décide, pour en finir, de supprimer ledit maître-chanteur, en réussissant le crime parfait. Bien que peu convaincu par le sujet de la pièce (Brisebard écrivant généralement des pièces comiques), Adrien quitte Antoine en lui donnant quelques éléments essentiels dans la réalisation du crime, notamment la nécessité d'absolument faire disparaître le corps.
La visite de Mme Cramusel, agent immobilier s'occupant de la vente de maison des Brisebard, ainsi qu'un inquiétant coup de téléphone révèle que c'est bien Antoine qui est la victime du maître-chanteur, un certain Jo. Survient alors un maçon, M. Tonelotti, qui vient livrer la gloriette acquise par Sylvie Brisebard, l'épouse d'Antoine qui voulait lui faire une surprise pour sa fête. D'abord récalcitrant, Antoine a alors une idée : il demande à Tonelotti de commencer les travaux d'installation de la gloriette le plus vite possible, soi-disant afin que les travaux soient terminés pour une fête donnée dans deux jours pour la première de la pièce de Sylvie. Dans l'intervalle, il contacte Jo et lui fixe un rendez-vous pour le soir même, ayant l'intention de le tuer et de faire disparaître le corps dans les fondations de la gloriette qui auront été creusées.

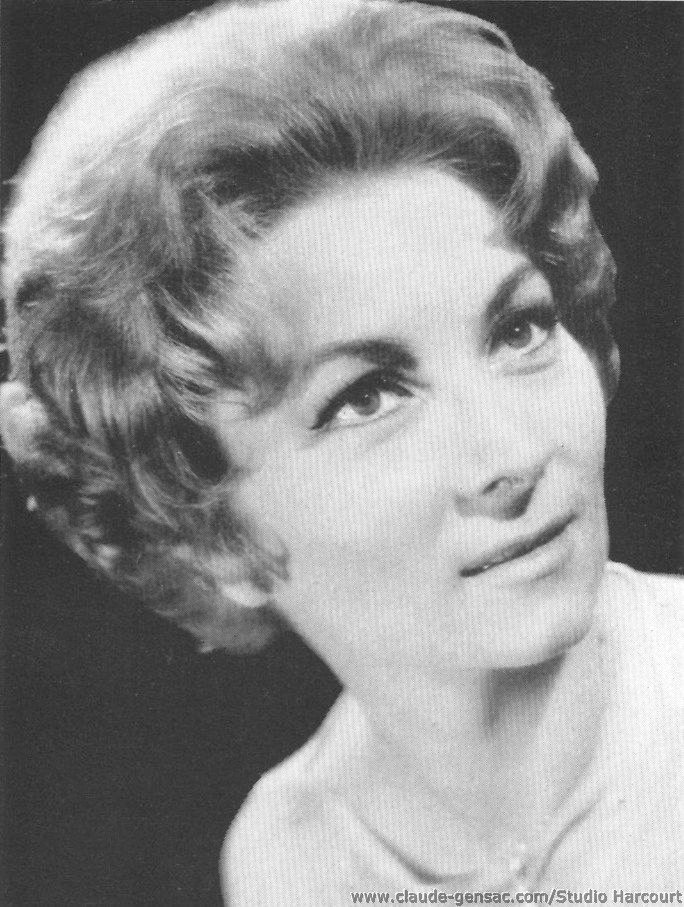
Claude Gensac, ici en 1964, incarne son épouse la comédienne Sylvie Brisebard.

Le soir venu, Antoine attend que Sylvie parte à la représentation de sa pièce et prépare la scène de crime. Dans la pénombre, un homme arrive, et Antoine l'abat (accidentellement, car il n'a pas eu le courage de le tuer comme prévu). Mais les difficultés s'enchaînent : la bonne, qui devait être sortie, surprend le meurtre ; bien que croyant toujours à une répétition de la future pièce, elle ne le prend pas au sérieux et quitte la scène (à plusieurs reprises dans le film elle surprendra les événements les plus tragiques, et, croyant à chaque fois que cela fait partie de la pièce, éclatera de rire avant de partir). Puis arrive Mme Cramusel, accompagnée de M. Grunder, industriel anglais et acheteur potentiel de la maison, et son épouse alcoolique. Antoine se débarrasse d'eux et tombe ensuite sur Tonelotti, venu inspecter son chantier de nuit (et compliquant le plan d'Antoine). Après son départ, Antoine réussit tant bien que mal à dissimuler le corps dans le trou des fondations.
Le surlendemain, lors de la fête prévue, Antoine reçoit la visite de l'inspecteur Ducros, venu l'interroger sur Jo. Antoine l'évite, avant de découvrir avec horreur que les fondations de la gloriette sont en train de s'effondrer ; Tonelotti, présent, lui avoue qu'il a bâclé le chantier afin d'être dans les temps mais promet de revenir le terminer. Confronté par Ducros, qui sait que Jo le faisait chanter, Antoine lui révèle que Jo avait appris que Sylvie, sa femme, était la fille d'un criminel, Granuda, et qu'il menaçait de tout révéler, ce qui aurait grandement nuit aux carrières du couple. Ducros, qui posait une simple question de routine, s'en va en apprenant à Antoine qu'il est chargé d'élucider le meurtre de Jo, retrouvé mort chez lui à Bagnolet et ne le suspectant aucunement. Antoine est terrifié : qui a-t-il bien pu assassiner alors ? Une remarque de Sylvie et d'Adrien sur une partie des invités le fait envisager le pire. Il fait alors le tour de tous ses contacts, se montrant grossier, impoli ou affolé auprès de sa famille, de ses amis, ou d'artisans dont la venue était attendue. Une autre mauvaise nouvelle survient : Mme Cramusel lui annonce que les Grunder sont prêts à acheter la maison et qu'ils projettent de raser la gloriette pour creuser une piscine (ce qui ferait réapparaître le corps).

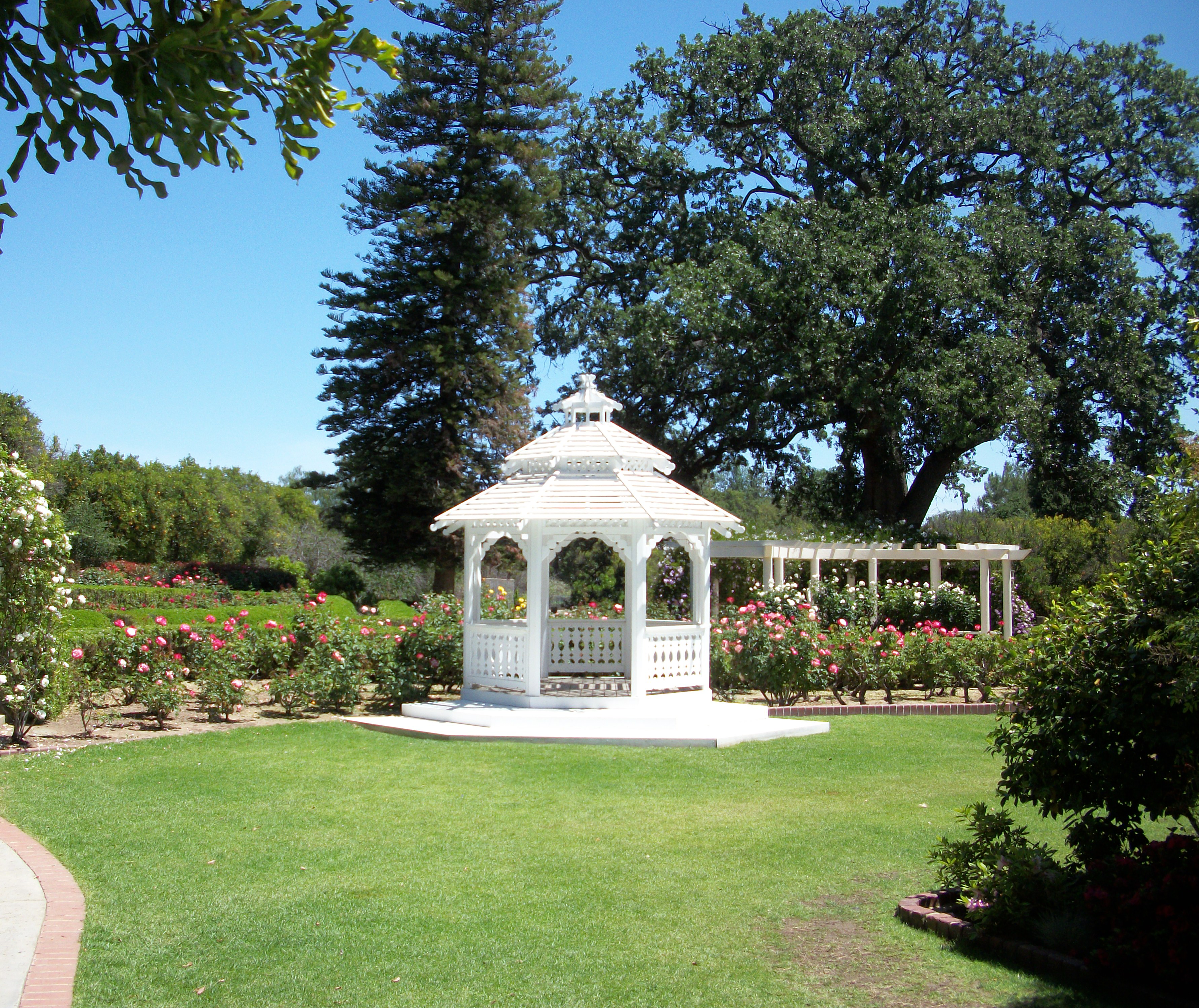
Sylvie offre à son mari une gloriette pour agrémenter le jardin. Antoine s'en sert pour cacher le cadavre encombrant.

La nuit, après une rapide dispute avec Sylvie, Antoine est réveillé par un orage qui détruit la gloriette. Se préparant à réparer l'ouvrage en catastrophe, il est soudainement interpellé par deux malfrats, Grand-Louis et le Duc, car ils sont à la recherche d'un certain Riri et surtout de l'argent qu'il avait sur lui. Ils accusent Antoine d'avoir gardé l'argent en tuant Riri. Alors qu'un des deux bandits (Le Grand-Louis) commencent à torturer le pied d'Antoine avec un couteau pour le faire parler, ils sont soudainement alertés par le bruit de la gloriette qui s'effondre, ils identifient le corps comme celui de Riri et récupèrent la mallette contenant l'argent et laisse Antoine désemparé.. Etant resté avec le cadavre à découvert, Brisebard a une nouvelle idée : prétextant une soudaine passion pour la sculpture, il décide de cacher le corps dans une statue de ciment (qu'il dit représenter sa grand-mère) au milieu de son salon. 
Le lendemain, Ducros revient, bien plus soupçonneux, et apporte quelques éclaircissements : Riri était un associé de Jo, et l'a assassiné avant de venir encaisser les Brisebard à sa place. Il soupçonne maintenant Antoine d'avoir assassiné Riri par erreur et d'avoir caché le corps quelque part. Sylvie, qui a assisté à l'échange, trouve l'idée fantastique pour une nouvelle pièce, avant de réaliser que c'est exactement ce qui s'est passé ; pire, elle comprend que le cadavre est caché dans la statue voisine. Alors que Ducros est parti fouiller la maison à la recherche du corps, Antoine met sa femme dans la confidence. Émue, elle comprend qu'il a fait tout ça par amour pour elle et l'aide à faire disparaître le corps de Riri.
Mais à nouveau les imprévus se succèdent : la statue s'écroule partiellement puis complètement, amenant le couple à déployer des trésors d'imagination pour dissimuler le cadavre à des visiteurs, tous plus loufoques les uns que les autres : Adrien, qui a la mauvaise idée de parler du crime parfait devant Ducros, Tonelotti, se sentant déshonoré par la ruine de son chantier, une amie de Sylvie délaissée par son mari, Mme Cramusel et M. Grunder qui souhaite visiter, Mme Grunder qui part se saouler avec Tonelotti et l'amie de Sylvie, un plombier, un facteur, ainsi qu'un représentant de commerce envahissant qui manque d'allumer un incendie lors d'une démonstration.

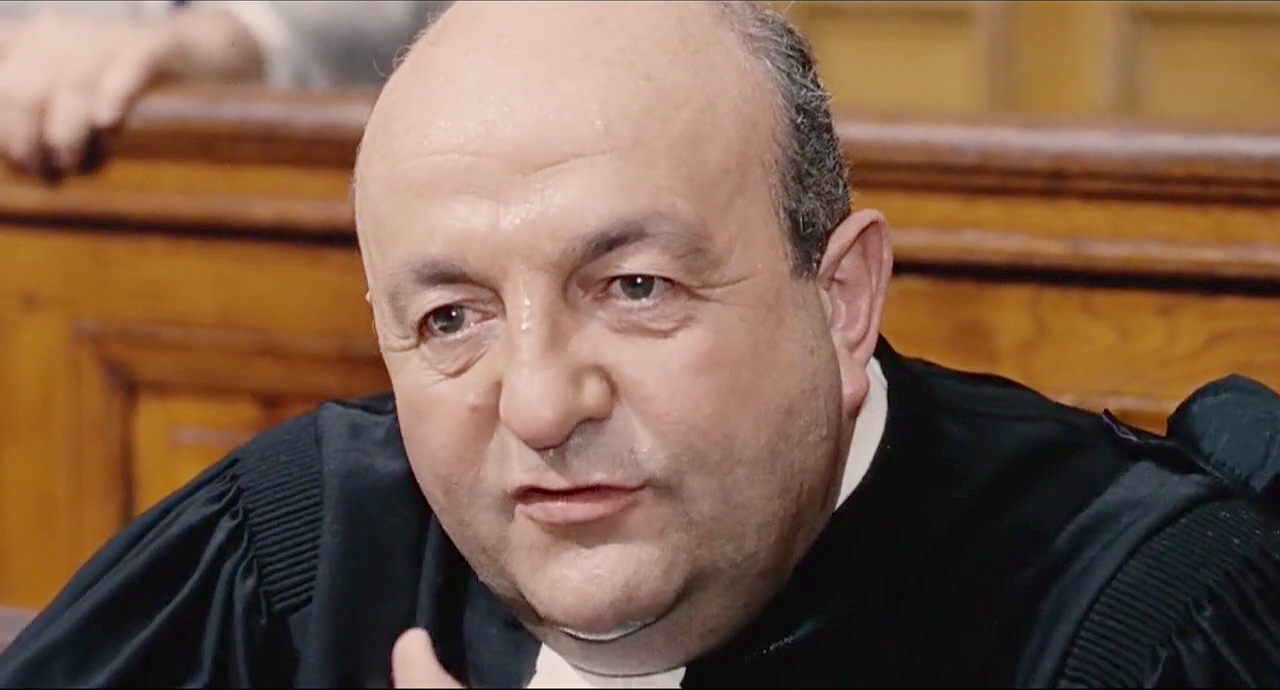
Bernard Blier, ici dans L'Étranger (1967), campe l'inspecteur Ducros, chargé d'enquêter sur l'assassinat de monsieur Jo.

Après de nombreuses péripéties (qui nécessitent de cacher le corps dans une horloge), presque tous, dont Ducros et ses hommes, quittent la maison. Antoine et Sylvie décident de préparer une croisière qui leur permettra de se débarrasser du corps en haute mer. Ducros revient : le corps de Grand-Louis, l'un des deux truands qui avait torturé Antoine, a été découvert. Ducros est toujours sûr que le couple a caché le corps quelque part. Le cadavre de Riri, désormais caché dans une malle pour la croisière, est chargé par Sylvie et Antoine dans la camionnette de Tonelotti. Ce dernier, ivre, choisit ce moment pour quitter la maison, emportant la précieuse malle. Le couple est à nouveau confronté à Ducros, qui lui présente... ses excuses. En effet, il vient d'apprendre que le Duc, l'autre truand de la veille, s'est tué dans un accident de voiture, avec la sacoche de Riri. Ducros en a déduit que le Duc et Grand-Louis ont éliminé Riri, avant que le Duc ne supprime Grand-Louis à son tour. Il se retire et les Brisebard se lancent à la poursuite de la malle, qui, perdue par Tonelotti sur la route, a été ramassée par un affable adjudant de gendarmerie, grand admirateur de Sylvie qui la lui a ramené. Tout semble s'arranger, enfin.
Antoine se débarrasse finalement du corps de Riri en le cachant dans une voiture qu'il pousse dans un ravin. Par manque de chance, non loin de là, pique-nique l'inspecteur Ducros, qui découvre le corps et aperçoit Antoine. Il se lance alors à sa poursuite et le film se conclut sur Mme Cramusel, qui passait par là et observe la scène en mimant le geste qu'elle faisait pour désigner l'alcoolisme de Mme Grunder (« Tut-uût »).

## Fiche technique
- Titre : Jo
- Réalisation : Jean Girault, assisté de Tony Aboyantz
- Scénario, adaptation et dialogues : Claude Magnier et Jacques Vilfrid, d'après les pièces de théâtre Jo de Claude Magnier et The Gazebo d'Alec Coppel
- Décors : Sydney Bettex
- Costumes : Colette Baudot ; costumes de Cerruti, robes de Rety
- Photographie : Henri Decaë
- Montage : Armand Psenny
- Son : René-Christian Forget
- Musique : Raymond Lefebvre
- Production : Leo L. Fuchs
- Société de production : Trianon Production
- Société de distribution : Metro-Goldwyn-Mayer
- Pays de production :  France
- Langue : français
- Studios : Franstudio (Studios de Saint-Maurice)
- Format : couleur (Eastman Kodak) - 35 mm - 1,66:1 - son mono (Westrex P.S.C)
- Genre : comédie policière, burlesque
- Durée : 86 minutes (2 341 mètres)[1]
- Date de sortie :
  - France : 10 septembre 1971[2]
- Affiche : Clément Hurel (France)

## Distribution
- Louis de Funès : Antoine Brisebard
- Claude Gensac : Sylvie Brisebard
- Bernard Blier : l'inspecteur Ducros
- Michel Galabru : Tonelotti, le maçon
- Christiane Muller : Mathilde, la gouvernante
- Florence Blot : Mme Cramusel
- Guy Tréjan : Me Adrien Colas
- Ferdy Mayne : M. Grunder
- Yvonne Clech : Mme Grunder
- Micheline Luccioni : Françoise, l'amie délaissée par son mari
- Jacques Marin : Andrieux, officier de police
- Dominique Zardi : le "Duc", gangster
- Henri Attal : Grand Louis, gangster
- Paul Préboist : l'adjudant de gendarmerie qui rapporte la malle
- Jean Valmence : le représentant de commerce
- Carlo Nell : Plumerel, officier de police
- Patrice Fontanarosa : le violoniste

Non crédités :
- Marcel Gassouk : le plombier
- Henri Guégan : l'ouvrier
- Jean Droze : Riri
- Roger Lumont : voix de Jo[3]

## Production

### Genèse et développement

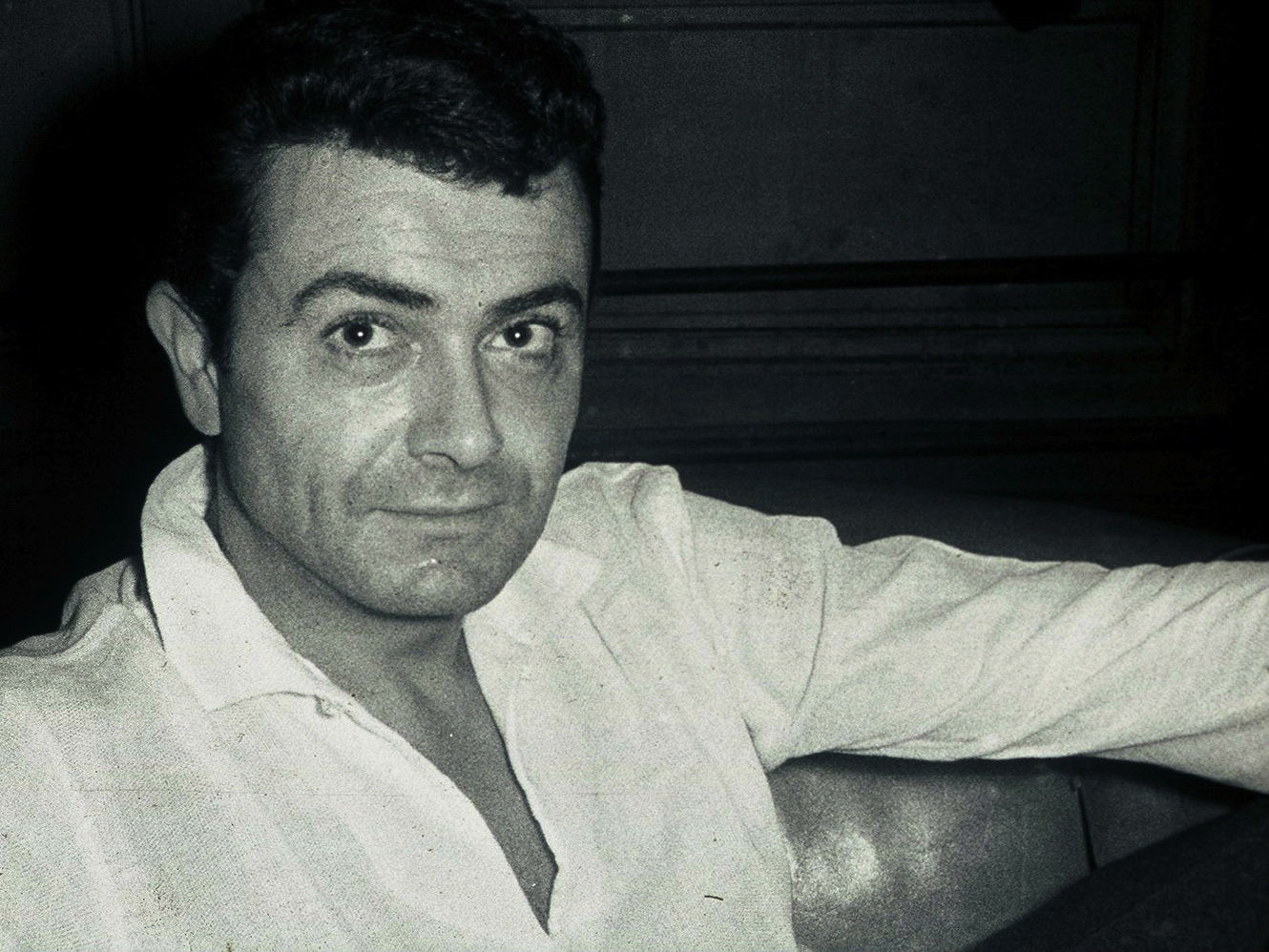
Après la pièce de théâtre Oscar, Claude Magnier a écrit Jo, adaptation de The Gazebo d'Alec Coppel.

Le film est adapté d'une pièce de théâtre  Jo, écrite par Claude Magnier, d'après la comédie britannique The Gazebo, dont Hollywood avait tiré un film en 1959

### Attribution des rôles
Louis de Funès s'entoure une fois de plus d'acteurs familiers parmi lesquels Claude Gensac, qui avait déjà interprété son épouse dans 5 films, et Michel Galabru, déjà croisé dans Le Petit Baigneur et la série des Gendarmes. Jo marque également la huitième collaboration entre Louis de Funès et le réalisateur Jean Girault, après Pouic-Pouic (1963), Faites sauter la banque (1964), Le Gendarme de Saint-Tropez (1964), Le Gendarme à New York (1965), Les Grandes Vacances (1967), Le Gendarme se marie (1968) et Le Gendarme en balade (1970).
En incarnant Sylvie Brisebard, Claude Gensac poursuit non seulement sa collaboration avec Louis de Funès en tant qu'épouse de ses personnages, mais reprend aussi un rôle qu'elle avait déjà tenu au théâtre aux côtés de Robert Lamoureux en 1964,. De même, Florence Blot avait déjà le rôle de madame Cramusel au théâtre.
Quatre ans après Les Grandes Vacances (1967), réalisé également par Jean Girault, Louis de Funès retrouve Ferdy Mayne et Christiane Muller qui jouait également le rôle d'une bonne dans le précédent. Quant à Guy Tréjan, il avait joué dix ans plus tôt aux côtés de Louis de Funès dans Pouic-Pouic. Yvonne Clech était l'épouse de Louis de Funès dans Faites sauter la banque.
Bernard Blier reprend également un rôle de commissaire similaire à celui qu'il tenait dans Le Grand Restaurant (1966). La relation de son personnage avec celui de Louis de Funès, gêné face au commissaire, est d'ailleurs la même. Jacques Marin, qui tenait le rôle de l'inspecteur Ducros au théâtre, est dans le film un de ses assistants, Andrieux.
L'autre assistant, Plumerel, est incarné par Carlo Nell, déjà employé par Jean Girault dans Les Gorilles (1964) et apparu aux côtés de Louis de Funès dans Les Grandes Vacances, dans Hibernatus (1969) et dans Le Gendarme en balade.
L'équipe technique et artistique rassemble également des familiers de Louis de Funès. Le directeur de la photographie est le prestigieux Henri Decaë, déjà à l'œuvre pour Le Corniaud et qui avait croisé Louis de Funès durant le bref passage de celui-ci à l'École technique de photographie et de cinéma,,. Jean Girault reconduit ses indéfectibles collaborateurs que sont Sydney Bettex aux décors et Raymond Lefebvre à la musique.

### Tournage
Le film a été tourné aux studios Franstudio de Saint-Maurice. Les scènes situées à l'extérieur de la maison ont été tournées aux Bréviaires dans les Yvelines, au hameau de la Croix Rouge.
Pour accentuer la différence de taille entre Louis de Funès et Bernard Blier, dans la scène où ils sont tous deux assis sur un canapé, une machinerie  (dont l'installation et la fabrication ont coûté 250 000 francs) et quatre jours de travail ont été nécessaires. Ce gag avait été imaginé par Louis de Funès lui-même.
À la fin des années 1960, les films de Jean Girault constituent pour Louis de Funès des pauses entre des tournages plus difficiles — ceux à problèmes du Petit Baigneur, du Tatoué ou d'Hibernatus — ou exigeants, comme les comédies particulières de Serge Korber. Le plateau de Jo, au début de l'année 1971, est entièrement dédié à son épanouissement : un texte choisi par lui-même, de l'auteur d'Oscar, des partenaires-amis tous issus de précédents films, dont Michel Galabru et Claude Gensac, une équipe technique tout aussi familière, sans compter les moyens confortables offerts par la major américaine Metro-Goldwyn-Mayer. Bizarrement, malgré ce cocon rassurant, Louis de Funès ne retrouve pas ses marques ni ses habitudes avec Girault ; il s'agace et affronte le réalisateur plus que par le passé. Il s'énerve notamment en constatant le manque de rigueur de Girault, qui se repose trop sur lui pour améliorer des scènes mal préparées. Par exemple, la scène où la statue cachant le cadavre se brise au sol est incomplète : nul ne sait comment le couple Brisebard doit réagir et Girault compte sur sa vedette pour inventer. Découragé, Louis de Funès passe les nerfs sur le réalisateur puis se réfugie dans sa loge. Après une longue attente, il finit par revenir sur le plateau, demande à ce que plusieurs caméras soient braquées sur lui, et sauve la scène en l'improvisant totalement avec Claude Gensac pendant plusieurs minutes. Le moment est ainsi filmé en une prise, à trois caméras. La scène est ensuite agrémentée de plans de détails et des passages des autres personnages dans le salon. Le lendemain, en filmant un raccord dans les débris de ciment, Claude Gensac se blesse en marchant sur la scie puis Louis de Funès glisse sur les gravats et subit une entorse d'un orteil. Le jour suivant, par chance, le plan de travail prévoit des scènes de lit.

### Bande originale
Raymond Lefebvre est ici crédité « Raymond Lefèvre », l'orthographe présent sur ses disques mais rarement dans les génériques des films.
Également auteur de nombreux disques de reprises, Raymond Lefebvre réarrange le thème du film en une « version disque » présente sur un single avec une réorchestration de la musique du Casse d'Ennio Morricone et dans la compilation Raymond Lefèvre et son Grand Orchestre no 14, deux disques parus en 1971.

## Accueil

### Accueil critique et public
Jo sort en salles le 10 septembre 1971, sans grande promotion. La critique de cinéma traite le film avec peu d'intérêt, lui consacrant seulement quelques lignes ou articles de bas de pages. Les critiques expriment essentiellement une certaine routine après sept ans de films de Louis de Funès. Le Monde est lassé par ce film « qui n'a de sens que pour les amateurs de genre de spectacles ». Télérama regrette « de ne pas sentir derrière tout cela la griffe d'un auteur ». La Croix aurait préféré que Robert Lamoureux reprenne le rôle principal qu'il tenait dans Jo au théâtre. La critique commence à connaître et s'habituer à l'interprétation de Louis de Funès, notamment qualifiée de « remarquable performance sportive » par un critique de Paris Jour. Le Monde loue le « virtuose, comme toujours, de l'agitation, de l'hilarité crispée, de la vocifération ». Louis Chauvet dans Le Figaro note que « sensible au reproche qu'on lui adresse de produire toujours les mêmes grimaces, l'acteur ajoute un gag à son répertoire : il pique une crise de colère en imitant le chat qui crache », alors qu'il avait déjà employé cet élément de jeu dans Les Tortillards en 1960. D'un film à l'autre, l'avis général de la critique est le même envers Louis de Funès : le réalisateur est sévèrement descendu et l'acteur jugé avec indulgence, considérant qu'il ne tourne pas dans des films à sa hauteur, la frénésie de son jeu est saluée, alors que son côté prévisible agace aussi.
Seuls quelques titres éreintent véritablement le film. L'Express analyse que « confondant agitation et rythme, Jean Girault dirige et fait courir tout son monde dans la foulée fébrile de Louis de Funès, engagé, une fois de plus, dans une interprétation contre la montre ». Paris Jour déplore que l'« on assiste avec effarement à un extravagant numéro de gesticulations, de grimaces, de hurlements, de borborygmes. Ici Louis de Funès c'est Jerry Lewis plus Darry Cowl, à condition d'accélérer les gestes du premier et l'élocution du second ». L'Humanité soutient que « Jean Girault n'a jamais joui dans le cinéma français de la réputation d'un metteur en scène ayant créé des merveilles. Quant au comique de Louis de Funès, s'il fait recette, il fut très rarement utilisé avec l'intelligence qui consisterait à dépasser les goûts personnels de l'acteur et à lui faire occuper la place — mais seulement la place — qui lui reviendrait dans un scénario également intelligent. Autrement dit, un anti-Jo ». Deux mois après la sortie, Le Film français, dans le cadre d'une enquête intitulée « Le public a-t-il toujours raison ? », demande aux critiques de la presse généraliste de donner une note à dix-huit sorties récentes Certains critiques se font plus sévères une fois la sortie et la promotion éloignées : Robert Chazal de France-Soir, pourtant soutien de l'acteur à chacun de ses films, donne 2/10 à Jo, Louis Chauvet du Figaro, lui aussi souvent bienveillant, donne 3/10, Nicolas de Rabaudy de Paris Match donne 4/10 mais Éric Leguèbe du Parisien libéré, futur auteur d'une biographie de l'acteur, note le film 9/10.
Bertrand Dicale, biographe de Louis de Funès, juge que « l'accueil de Jo n'est pas celui d'un grand de Funès », autant sur le plan critique que public. En un an d'exploitation, le film enregistre 1,7 million d'entrées. Au terme de son exploitation en salles, le box-office est de 2 466 966 entrées,. Au regard des triomphes habituels de la vedette au box-office, Jo est un succès modéré,. C'est un nouveau « semi-échec » pour l'acteur après ceux de L'Homme orchestre et Sur un arbre perché à la même époque, néanmoins compensé par le grand succès remporté par Le Gendarme en balade. Au début des années 1970, Louis de Funès est commercialement dépassé par les jeunes comiques que sont les Charlots et Pierre Richard, avant de reprendre le dessus avec La Folie des grandeurs.

### Postérité
Le thème musical du film de Raymond Lefebvre, dans sa « version disque », est repris dans le dernier épisode du livre VI de la série télévisée Kaamelott, dédiée à Louis de Funès. Alexandre Astier explique en 2018 : « J'adore ce compositeur et j'ai toujours trouvé cette musique classe. Je l'écoutais pour imaginer une fin. J'aimais beaucoup les arrangements de ce morceau, notamment ceux de la version que j'ai utilisée, qui n'est pas celle du film. Comme je savais que je voulais dédier la série à de Funès, cette musique était parfaite ».
L'historien du cinéma Jean Tulard estime Jo supérieur à la première adaptation américaine, selon lui « médiocre » : « pour une fois la comparaison tourne à l’avantage du cinéma français : Jo, avec Louis de Funès est infiniment plus drôle sur le même sujet ».

### Exploitations ultérieures
Le film a été diffusé pour la première fois à la télévision le 19 janvier 1981 sur FR3.
Ce film est sorti en DVD pour la première fois en novembre 2011.

## Analyse
Bien que très important dans l’intrigue, donnant son nom au titre du film, le personnage de Jo n’apparaît pas. Il s’agit d’une arlésienne.
C'est l'un des rares films où un personnage interprété par Louis de Funès tue quelqu'un (ici accidentellement), les autres étant Des pissenlits par la racine, La Folie des Grandeurs (où il fait avaler du cyanure à un cuisinier) et Fantomas se déchaîne (les ennemis abattus par le commissaire Juve). Dans sa période de vedettariat entamée en 1964, Louis de Funès répugne à incarner des rôles principaux commettant des actes immoraux ou repréhensible. Le meurtre dans Jo franchit exceptionnellement ses limites morales, bien que motivé par la nécessité de protéger son épouse.
Le film est plus classique que ceux que Louis de Funès tourne juste avant avec Serge Korber — L'Homme orchestre et Sur un arbre perché — mais en garde la modernité, en le montrant à nouveau dans un rôle d'artiste (dramaturge à succès) et dans un décor à la pointe de la mode.
Alors que son mari vient d'installer dans le salon une sculpture de son cru, Sylvie Brisebard (Claude Gensac) s'empare du téléphone pour appeler le docteur Poussin. Dans le film Oscar, lors de la crise d'apoplexie de Bertrand Barnier (joué par Louis de Funès) après la disparition de sa valise remplie d'argent, Germaine Barnier (jouée par Claude Gensac) téléphone également à un docteur Poussin.
Bien qu'adapté d'une pièce antérieure, le film revêt un aspect autobiographique. En août 1968, Louis de Funès fut réellement victime d'un maître-chanteur. Celui-ci lui envoya un message de menaces : « Il faut verser 150 000 francs pour aider mon groupe. Vous gagnez trop d'argent dans cet État bourgeois. » Puis, par téléphone, il donna rendez-vous à l'épouse de Louis de Funès, le 19 août 1968, dans les sous-sols d'une brasserie du boulevard du Montparnasse. La police est prévenue et tend une souricière. Prudent, le maître-chanteur avait envoyé un chauffeur de taxi prendre livraison du paquet renfermant l'argent et s'échappe donc. Finalement, il fut arrêté le 2 septembre 1968. Il s'agit de Jacques Robert, âgé de 34 ans, mythomane, échappé en 1964 de l'hôpital psychiatrique de Villejuif où il était interné depuis quatre ans et qui, en 1954, avait été jugé et acquitté par la Cour d'assises de Seine-et-Oise (Versailles) pour avoir tué, à coups de pistolet, son père, industriel à Argenteuil, afin de « défendre l'honneur de sa mère, délaissée et bafouée ». C'est ce même Jacques Robert qui en 1974 entra de force dans un studio de RTL avec une arme alors que Max Meynier officiait à l'antenne.